# Ravnshøj
Ravnshøj ist eine dänische Ortschaft mit 589 Einwohnern (Stand 1. Januar 2023) im Norden Dänemarks. Die Ortschaft liegt im Kirchspiel Åsted (Åsted Sogn), das bis 1970 zur Harde Horns Herred im damaligen Hjørring Amt gehörte. Mit der Auflösung der Hardenstruktur wurde das Kirchspiel in die Kommune Frederikshavn im neugegründeten Amt Nordjütland aufgenommen, die Kommune wiederum ging mit der Kommunalreform zum 1. Januar 2007 mit anderen Kommunen in der erweiterten Kommune Frederikshavn auf, die zur Region Nordjylland gehört.
Ravnshøj liegt etwa acht Kilometer westlich von Frederikshavn und ebenfalls etwa acht Kilometer südwestlich von Strandby.